# Livada (Satu Mare)
Pour les articles homonymes, voir Livada.
Livada (autrefois Șarchiuz, en hongrois Sárköz, el allemand Wiesenhaid) est une ville roumaine du județ de Satu Mare, dans la région historique de Transylvanie et dans la région de développement du Nord-ouest.

## Géographie
La ville de Livada est située dans le nord-est du județ, dans la plaine du Someș, sur les rivières Racta et Egher, affluents de la Tur, à 28 km à l'ouest de Negrești-Oaș et à 24 km au nord-est de Satu Mare, le chef-lieu du județ.
La municipalité est composée de la ville de Livada et des villages suivants (population en 2002) :
- Adrian (512) ;
- Dumbrava (1 115) ;
- Livada (5 056), siège de la municipalité ;
- Livada Mică (321).

## Histoire
La première mention écrite du village de Livada date de 1270 comme fief de la famille Móric.
La commune, qui appartenait au royaume de Hongrie, faisait partie de la principauté de Transylvanie et elle en a donc suivi l'histoire.
Après le compromis de 1867 entre Autrichiens et Hongrois de l'empire d'Autriche, la principauté de Transylvanie disparaît et, en 1876, le royaume de Hongrie est partagé en comitats. Livada intègre le comitat de Szatmár (Szatmár vármegye).
À la fin de la Première Guerre mondiale, l'Empire austro-hongrois disparaît et la commune rejoint la Grande Roumanie au traité de Trianon.
En 1940, à la suite du deuxième arbitrage de Vienne, elle est annexée par la Hongrie jusqu'en 1944, période durant laquelle sa communauté juive est exterminée par les nazis. La commune a souffert des combats qui se sont déroulés sur son sol en octobre 1944 entre forces soviétiques et allemandes. Elle réintègre la Roumanie après la Seconde Guerre mondiale au traité de Paris en 1947.
Livada a obtenu le statut de ville le 21 juillet 2006.

## Démographie
En 1910, à l'époque austro-hongroise, la commune comptait 122 Roumains (2,60 %) et 4 543 Hongrois (96,87 %).
En 1930, on dénombrait 1 146 Roumains (21,43 %), 3 381 Hongrois (63,22 %), 20 Allemands (0,37 %), 163 Juifs (3,05 %), 432 Ukrainiens (8,08 %) et 21 Slovaques (0,39 %).
En 1956, après la Seconde Guerre mondiale, 1 858 Roumains (29,31 %) côtoyaient 4 466 Hongrois (70,44 %).
En 2002, la commune comptait 2 409 Roumains (34,39 %), 4 221 Hongrois (60,26 %), 317 Roms (4,52 %), 41 Ukrainiens (0,58 %) et 13 Allemands (0,18 %). On comptait à cette date 2 039 ménages et 2 107 logements.
D'après le recensement de 2011, la commune compte 3 048 habitants, en forte augmentation par rapport au recensement de 2002 où elle en comptait 2 664.
Lors de ce recensement de 2011, 59,53 % de la population se déclarent hongrois, 34,48 % comme roumains et 3,11 % comme roms (2,46 % ne déclarent pas d'appartenance ethnique et 0,39 % déclarent appartenir à une autre ethnie).

### Religions
En 2002, la composition religieuse de la commune était la suivante :
- Chrétiens orthodoxes, 30,53 % ;
- Catholiques romains, 26,38 % ;
- Grecs-Catholiques, 24,78 % ;
- Réformés, 16,70 % ;
- Pentecôtistes, 0,49 % ;
- Adventistes du septième jour, 0,34 %.

## Politique
| Parti | Parti                                      | Sièges |
| ----- | ------------------------------------------ | ------ |
|       | Union démocrate magyare de Roumanie (UDMR) | 10     |
|       | Parti social-démocrate (PSD)               | 3      |
|       | Parti national libéral (PNL)               | 1      |
|       | Alliance des libéraux et démocrates (ALDE) | 1      |

## Économie
L'économie de la commune repose sur l'agriculture, l'élevage et le commerce.

## Communications

### Routes
Livada est un nœud routier situé à l'intersection de la nationale DN1C (E58) Ukraine-Baia Mare-Dej et la nationale DN1C (E671) Satu Mare-Negrești-Oaș-Sighetu Marmației.

### Voies ferrées
Livada est desservie par la ligne Satu Mare-Bixad.

## Lieux et monuments
- Livada, château Vecsey, construit entre 1760 et 1764 dans le style baroque de plan rectangulaire avec une cour intérieure, incendié en 1823, propriété de la famille Sztaray expulsée en 1944, aujourd'hui bâtiment administratif, entouré d'un beau parc à l'anglaise[7].

- Livada, temple réformé, datant de 1457, à nef unique et abside polygonale, remanié en 1779[8].

- Livada, église grecque-catholique de 1816-1826[9].

- Livada, église ukrainienne de la Mère de Dieu (Acoperamântul Maicii Domnului) datant de 1700[9].

- Livada, église catholique de la Découverte de la Croix (descoperirea Sfintei Cruci), datant de 1799, construite par la famille Vecsey, agrandie au XXe siècle[2].

- Livada, église orthodoxe datant de 1843[9].